# 遺棄化学兵器問題
遺棄化学兵器問題（いきかがくへいきもんだい）とは、他国領域に遺棄されたとされる化学兵器（毒ガス）の処理に関する国際問題である。化学兵器禁止条約の成立により、同意なく他国領域に遺棄した化学兵器の処理が、遺棄国に義務付けられている。同条約に該当する遺棄化学兵器として、中国に存在する旧日本軍の化学兵器、イタリア及びパナマに存在するものが申告されている。遺棄の事実や処理事業の運営を巡って問題となっているものがある。

## 概要
第一次世界大戦で大々的に使用された化学兵器は、1925年のジュネーヴ議定書で使用が禁止されたが、研究や製造までは禁止されていなかった。そのため、以後も各国の軍が化学兵器を保有し、使用こそ限定的であったものの世界中で実戦配備されていた。一部は占領地などの他国領域にも持ちこまれ、部隊の撤収後そのまま現地に残されてしまう例も生じた。不十分な管理状態で放置された化学兵器は、容器の腐食などで化学剤が漏れ出して住民に健康被害をもたらす危険があった。通常の弾薬に比べて廃棄処理に特別な技術などを要する難点もあった。
1980年代に化学兵器の保有や開発まで禁ずる化学兵器禁止条約（CWC）の交渉がジュネーヴ軍縮会議で始まると、こうした遺棄化学兵器の処理についても議題として取り上げられた。1987年に中国の代表がジュネーヴ軍縮会議で、遺棄化学兵器の遺棄国の責任について初めて言及した。日中間の2国間交渉・共同調査なども並行して行われながら、1992年に遺棄国の責任が盛り込まれた条約草案が採択され、翌年に各国により署名された。
1997年に発効した化学兵器禁止条約は、1925年1月1日以降に他国の領域に同意なく遺棄された化学兵器（老朽化して使用不能となったものを含む）について「遺棄化学兵器」と定め（2条6項）、現存地の管理国だけでなく、遺棄を行った国にもその廃棄を義務付けている（1条2項、3項）。処理ルールは検証付属書第4部（B）が規定しており、遺棄を行った国が全ての必要な資金や技術などを提供し、遺棄された国は遺棄化学兵器の廃棄に協力する。遺棄化学兵器が存在する場合には、締約国は速やかに化学兵器禁止機関（OPCW）に申告すべきとされている。原則として発効から10年以内の廃棄処理が求められる。
2009年までに中国・パナマ・イタリアに存在するものについて遺棄化学兵器として申告がされている。ほかにヨーロッパ各地では第一次世界大戦中に6600万発（化学剤12万4千トン）の化学兵器が実戦使用され、不発弾などが各地に残存しているが、こちらは1924年以前に「遺棄」が発生しているため、当該領域の管理国がそれぞれ処理することになる。また、公式な申告には至っていないが、エチオピアは、第二次エチオピア戦争などでイタリア軍が使用・遺棄した化学兵器が存在する可能性があると主張している。
申告済みの遺棄化学兵器の処理については、パナマのものに関して、遺棄をしたとされるアメリカが処理を拒んでいる。また、中国のものについても、日本政府は中国政府と協力して処理事業を進めているが、条約上の遺棄化学兵器には当たらないのではないかとの指摘や、巨額の費用を要する事業の方式についての批判が日本国内に存在している（詳細後述）。

## 中国における遺棄化学兵器問題

### 旧日本軍化学兵器の存在状況
中国には第二次世界大戦期に日本軍が保有していた化学兵器が残存しており、これらが日本軍の遺棄に由来するものであるとされ問題となっている。第二次世界大戦期の旧日本軍は、中国に関東軍化学部（通称号：満州第516部隊）や特種自動車第1連隊などの化学戦部隊を駐留させており、各種の化学兵器を満州を中心とした地域に集積していた。終戦までに生産された化学兵器の総量は、「きい剤」と呼ばれたマスタードガスやルイサイトなどのびらん剤砲弾約63万発、「あか剤」と呼ばれたジフェニルシアノアルシンなどのくしゃみ剤砲弾約125万発、同発煙筒266万個、そのほか「みどり剤」と呼ばれた催涙剤のクロロアセトフェノン（CNガス）などがある。一部は訓練や日中戦争の実戦で消費されたものの、大部分は使用されないまま終戦を迎えた。終戦時点で中国を含む日本国外に存在した化学兵器の量は、びらん剤砲弾2万-12万発・くしゃみ剤砲弾72万-88万発・同発煙筒125万個などと推定されている。
吉林省敦化市にあるハルバ嶺地区には、日本側推定30万-40万発の日本軍の化学砲弾などが埋設されている。ハルバ嶺地区には、各地に遺棄されていたという化学兵器が、1950年代-1960年代に中国軍によって集められ、2箇所に埋設されて現在に至っている。当初は67万4千発と推定されていたが、その後の調査で推定量が下方修正された。他方、中国側は200万発が存在すると主張しているが、日本側研究者は過大であると評価している。いずれにしてもハルバ嶺は中国国内で最大の埋設量がある地点と見られている。このほか、北は黒竜江省から南は広東省に至るまでの中国各地にも旧日本軍の化学兵器は残存しており、2012年9月までに約4万8千発が回収されている。中国側はハルバ嶺以外の大量存在地として、吉林省梅河口市にも黒竜江省尚志市から移送したびらん剤弾20万発が存在すると主張しているが、やはり日本側は過大な数字であると推測している。以上の砲弾などに含有される化学剤の総量は比較的少量で、化学砲弾等の総数が約70万発であると予想していた時点でも、約500トンと推定されていた。
現存する旧日本軍の化学兵器には、既述のように「きい剤」（びらん剤）・「あか剤」（くしゃみ剤）・「みどり剤」（催涙剤）ほかが含まれている。ヒ素を含む化学剤があるため、処理に特別な配慮が必要とされる。形態には化学砲弾のほか、発煙筒式のものや保管用のドラム缶入りのものなどがある。「きい剤」または「あか剤」の化学砲弾が多くを占めると推定されている。
残存する旧日本軍化学兵器による事故も発生している。2003年8月4日にはチチハルの工事現場において地中で発見されたドラム缶から旧日本軍の化学剤が流出して1人が死亡、43人が負傷した。日中政府間協議の結果、3億円の解決金が遺棄化学兵器処理事業費の一部として支払われた。
| 種類                 | 日本軍名称                     | 化学物質                                           |
| -------------------- | ------------------------------ | -------------------------------------------------- |
| びらん剤             | きい剤                         | マスタードガス、ルイサイト                         |
| 窒息剤               | あお剤                         | ホスゲン                                           |
| 血液剤               | ちゃ剤                         | シアン化水素                                       |
| くしゃみ剤（嘔吐剤） | あか剤                         | ジフェニルシアノアルシン、ジフェニルクロロアルシン |
| 催涙剤               | みどり剤                       | クロロアセトフェノン                               |
| 発煙剤               | しろ剤（あお剤と混合して使用） | トリクロロアルシン                                 |

### 交渉及び処理の経過
1987年に中国から遺棄国の責任について発言があった後、1990年に中国から日本に対して非公式な旧日本軍化学兵器処理についての打診があった。翌年から日中の局長級協議が始まり、日本の外務省から現地へ第1回調査団が送られた。1992年に中国から公式に日本の責任を問う声明が発表された。CWC発効が迫った1996年から日中協議が本格化し、1997年8月に第2次橋本内閣で閣議了解された「遺棄化学兵器問題に関する取組体制について」に基づき、内閣官房に遺棄化学兵器処理対策室が設置（後に内閣府には遺棄化学兵器処理担当室が設置）された。そして、1999年7月に第1次小渕改造内閣下で「日本国政府及び中華人民共和国政府による中国における日本の遺棄化学兵器の廃棄に関する覚書」が署名され、翌年から実際の処理作業が開始された。
処理事業は、ハルバ嶺とそれ以外の小規模事業に分けて行われている。ハルバ嶺については、当初の計画では現地に燃焼式の無害化プラントを設置し、作業工程を遠隔操作ロボット中心にするなどとされていたが、2008年度試掘調査（2008年12月-2009年1月）の結果、地中障害物の多さなどから機械作業は困難との判定がされた。そこで、日本政府はプラント建設事業を一時凍結する方針を固め、手作業での発掘要領の策定などを進めることとし、2009年度にはより精密な試掘調査が実施されている。処理設備は、2012年2月時点で後述の移動式処理設備と同じ制御爆破式の試験装置が完成して現地への設置準備中のほか、加熱爆破式の試験装置をスウェーデンで製造している。
小規模事業については、手作業を中心に発掘と回収が行われ、梱包のうえ中国各地の保管施設に集積して、その後に処理を行う計画である。すでに旧軍関係者などからの聞き取りや文献調査により遺棄化学兵器の捜索が行われており、約3万6千発が回収された南京市周辺のほか、各地においても発掘回収されている。小規模事業対象の埋設地・総量の把握は困難だが、2012年9月までの外務省調査と内閣主導作業の成果を合わせて40か所以上から約4万8千発が回収され、中国国内の保管施設に置かれている。廃棄処理には、トレーラーで中国各地を移動可能な移動式処理設備の使用が、2007年の安倍晋三首相と温家宝首相の会談で合意された。1基目の移動式処理設備は南京で2010年10月に運用開始され、2012年1月時点で南京所在の約3万6千発の化学兵器のうち99.78%まで処理が進み、残された作業難度の高い化学砲弾の処理も同年前半には完了する方針である。南京での事業完了後は、武漢市へ移設して作業、さらに広州市を候補に準備中の第3処理場へ移動する。北部向けの2基目は、石家荘市で2012年半ばの運用開始が予定されており、同地での事業完了後はハルビン市へ移設される計画である。
CWCが発効した1997年から10年以内の処理を目指して作業が行われたが、期限内の完了は困難となったため、2006年にOPCW執行理事会において2012年4月までの処理期限延長が承認された。延長後の期限内でも処理が終わらなかったことを受け、2012年のOPCW執行理事会で、判明済みの小規模事業対象については2016年中の処理完了、ハルバ嶺事業については当面2022年中の処理完了を目標として最善を尽くすべきとの決定がされた。

### 遺棄の事実についての論争
中国に残る埋没化学兵器は日本軍によって遺棄されたのではなく、終戦時の武装解除に伴い中国軍やソ連軍に引き渡され、その後に中国側によって埋没されたものではないかとの指摘がある。これについて日本政府は、旧日本軍の化学兵器であると判明したものについては、中国側が残置に同意していた明確な根拠がない限り、条約上の処理義務を負うものとの政府参考人による国会答弁を行っている。2005年時点では、手投式催涙弾の引渡記録が発見された例はあるものの、そのほかの明確な根拠史料はないとしている。その後、中国本土とは日本側の指揮系統が異なる台湾での化学兵器引渡に関しては、「あか剤」「みどり剤」の発煙筒を第10方面軍隷下の日本陸軍部隊が中国国民党軍に引き継ぎした際の記録が確認された。しかし、中国本土に関しては、シベリア史料館（山形県）所蔵の文献調査などが進められているものの、史料の1/3の分析が終わった段階では化学兵器の引渡記録は全く発見されていない。
また、日本軍の保有していた化学兵器以外に、中国製やソ連製の化学兵器も含まれているのではないかとの指摘もある。日本政府によれば、発掘後に仕分けを行って旧日本軍の化学兵器と確認されたもののみを処理事業対象として回収しているという。広東省広州市黄埔区で2006年11月-2007年2月に行われた発掘作業では461発の砲弾が発見されたうち、旧日本軍の化学兵器と確認できた砲弾など73発と不明のもの24発が事業対象として回収され、残りは中国側に引き渡された。ハルバ嶺での2008年度試掘調査では、661発の砲弾が発掘されたうち641発が化学砲弾だった。

### 処理事業の運営に関する批判
遺棄化学兵器処理事業には、1999年度から2007年度までで総額540億円が投じられている。その支出内容が不透明で、不要な施設整備に用いられたりするおそれがあると批判されてきた。これに対して、日本政府は、ヘリポートや変電所の整備は処理事業に必要な範囲で、支出は適切に行われているなどと反論している。その後、大規模な施設整備が予定されたハルバ嶺事業については、前述のように調査を踏まえてロボット式の処理設備から手作業へ方針が変更された。日本政府は、一般競争入札による透明化を図るとしている。
また、処理事業に絡んで商社会社から社団法人幹部に裏金が流れたことで脱税で立件された山田洋行事件や政府に人件費の水増し請求をしてコンサルタント会社幹部が詐欺で立件されたPCI事件が発覚し、有罪判決が確定している。また、与党幹部が処理事業に絡んで口利き介入をしたり、朝鮮総連本部ビル売却問題で有罪判決を受けた緒方重威が処理事業に参入する意向があったことも報じられている。

## パナマにおける遺棄化学兵器問題
パナマのパール諸島サンホセ島(en)には、かつて駐留していたアメリカ軍が保有していたとみられる化学兵器が残存している。同島は第二次世界大戦中からアメリカ軍を中心に、イギリス軍及びカナダ軍も使用する化学兵器実験場であった。パナマ政府はこれらの化学兵器が遺棄化学兵器であるとして、アメリカ政府に対して化学兵器の処理と汚染に対する補償を求めた。これに対してアメリカ政府は運河地帯返還に関するトリホス・カーター条約で解決済みであるとの立場をとり、2004年にドナルド・ラムズフェルド国防長官（当時）が同旨の説明を行っている。
なお、パナマとアメリカの間では、化学兵器以外にも、アメリカ軍の演習場跡地に残存する通常弾薬の不発弾処理が問題となっている。

## イタリアにおける遺棄化学兵器問題
イタリアにも、外国軍により遺棄された化学兵器が存在している。イタリア本土には第二次世界大戦中にドイツ国防軍やアメリカ軍など枢軸国・連合国双方の軍が展開しており、アメリカ軍が持ち込んだマスタードガスが流出するジョン・ハーヴェイ号事件も起きていた。イタリア政府は、遺棄を行った国の特定は行わず、独自に処理を進めている。